# Vojvoda Ping od Caoa
Vojvoda Ping od Caoa (Cáo Píng Gōng) bio je kineski plemić koji je živio u doba kad je kralj Kine bio Dao of Zhoua.
Vladao je državom zvanom Cao. Njegov je otac bio vojvoda Wu od Caoa.
Pingovo je osobno ime bilo Xū (須/须).
Njegova partnerica (supruga ili konkubina) rodila mu je sina Jīja Wŭa, koji je postao vojvoda Dao od Caoa nakon Pingove smrti 524. prije Krista.